# Festival LeXGiornate
Il Festival LeXGiornate è una rassegna musicale e culturale che si svolge a Brescia ogni anno (dal 2006) nel mese di settembre e che per dieci giorni consecutivi concentra in città oltre cento eventi legati fra loro da un tema comune scelto come filo conduttore di ogni edizione. Il festival prende il nome dalle storiche “Dieci giornate di Brescia” e sin dalla sua nascita si è proposto non solo come calendario di appuntamenti artistico-musicali, ma anche e soprattutto come momento di aggregazione culturale. 
Diretto da Daniele Alberti, pianista di fama internazionale, il festival promuove occasioni di dialogo tra la musica e altri linguaggi artistici, dal teatro alla poesia passando per altre suggestioni che prendono forma in un palinsesto ricco di artisti di fama internazionale e celebrati esponenti del mondo culturale italiano, ma che al contempo investe sulle esperienze musicali dei giovani, consolidando al contempo anche il rapporto simbiotico con la città e il suo pubblico, accogliendolo in luoghi simbolici come il Teatro Sociale, l’Università Cattolica, l'Auditorium San Barnaba o piazza Vittoria, ma anche in location inusuali che si trasformano in palcoscenici di svariati format che danno vita ad esperienze artistiche uniche ed inedite. Input trasversali e multiculturali la cui sintesi ideale si esprime nell’emblematico payoff che firma tutte le iniziative targate LeXGiornate: “La musica come non l’avete mai vista”.

## I Format del Festival

### Il Concerto
Teatro Sociale
Protagonista assoluta del festival è la musica, dalla classica al jazz passando attraverso digressioni pop, sussulti sperimentali e suoni dal mondo. Momento clou della giornata, i concerti si tengono ogni sera al Teatro Sociale, in via Felice Cavallotti, a Brescia. Protagonisti sul palco, grandi nomi del circuito italiano e internazionale, senza limitazione stilistiche o di genere.

### Aspettando il Concerto
Aula Magna Università Cattolica del Sacro Cuore / Auditorium San Barnaba
Il leitmotiv di ogni edizione del festival viene declinato durante l’appuntamento pre serale nell’ateneo di via Trieste (o nell'Auditorium San Barnaba), dove quotidianamente alcuni illustri esponenti del mondo culturale italiano intervengono secondo uno stimolante approccio multidisciplinare.

### Eventi Speciali
Sempre attento a sperimentare nuove forme di fruizione fuori dall’ordinario e lontano dal “già visto”, il festival apre anche ad una serie di appuntamenti unici, ambientati in luoghi di grande suggestione: concerti “come non li avete mai visti”, per regalare al pubblico un’esperienza indimenticabile.

### L'Officina delle Idee
Tensostruttura piazza Vittoria
Dotazioni tecnologiche di ultima generazione e un programma ricco di avvenimenti hanno caratterizzato “L'Officina delle idee”, polo gravitazionale del festival nel cuore della città dove la cultura, a maggior ragione quella d’impresa, diventa protagonista della crescita. Tra lezioni accademiche, dibattiti tematici, corsi formativi e molto altro, idee preziose che prendono forma nell’officina puntando con decisione lo sguardo verso l’orizzonte. 

### Il Cappuccino Ben Temperato
Tensostruttura piazza Vittoria
È possibile coniugare un cappuccino e una brioche consumati al tavolino di un salotto elegante con un pianista che improvvisa e una prima donna del teatro italiano? La risposta de festival LeXGiornate è il “Cappuccino ben temperato”, spazio di suono e di parola che riporta in vita echi e profumi delle atmosfere del caffè mitteleuropeo nel cuore di Brescia. Protagonista assoluta Pamela Villoresi, indiscussa madrina de LeXGiornate, accompagnata da un pianista, per un viaggio mai scontato tra poesie, testi di canzoni e brani letterari, presentati con garbo e ironia.

### LeXGiornate per le Scuole
Puntando proprio sul valore educativo e divulgativo della musica, il festival dà vita a una serie di incontri appositamente pensati per accrescere il livello qualitativo dell’offerta culturale scolastica e intercettare il mondo degli studenti attraverso nuovi linguaggi e contaminazioni interdisciplinari.

## Edizioni
| Edizione      | Periodo                     |                                                                                        |
| ------------- | --------------------------- | -------------------------------------------------------------------------------------- |
| I edizione    | Dal 16 al 25 giugno 2006    | LeDieciGiornate di Brescia                                                             |
| II edizione   | Dal 14 al 23 settembre 2007 | LeDieciGiornate di Brescia                                                             |
| III edizione  | Dal 19 al 28 settembre 2008 | LeDieciGiornate di Brescia                                                             |
| IV edizione   | Dal 18 al 27 settembre 2009 | LeXGiornate                                                                            |
| V edizione    | Dal 17 al 26 settembre 2010 | LeXGiornate. Generazione 1810                                                          |
| VI edizione   | Dal 16 al 25 settembre 2011 | LeXGiornate. La Musica delle Nazioni                                                   |
| VII edizione  | Dal 21 al 30 settembre 2012 | LeXGiornate. La Creatività Diventa Musica                                              |
| VIII edizione | Dal 20 al 29 settembre 2013 | LeXGiornate. Capolavori, Provocazioni e Sperimentazioni tra '800 e '900                |
| IX edizione   | Dal 19 al 28 settembre 2014 | LeXGiornate. America, Americhe. La Grande Migrazione Musicale                          |
| X edizione    | Dal 18 al 27 settembre 2015 | LeXGiornate. Musica e Follia, nutrimenti dell'anima                                    |
| XI edizione   | Dal 15 al 24 settembre 2016 | LeXGiornate. Dubito Ergo Suono. La creatività del dubbio                               |
| XII edizione  | Dal 14 al 23 settembre 2017 | LeXGiornate. La Seduzione ci rende vivi. La musica taglia l'anima e ci rende immortali |
| XIII edizione | Dal 13 al 22 settembre 2018 | LeXGiornate. La Musica colpisce al cuore                                               |

## Gli ospiti

### Gli ospiti della I° edizione (2006)
Concerti serali: Mario Brunello e l'Orchestra d'Archi Italiana, Alexander Toradze, Georgy Gromov, Alexander Yakovlev, Ivo Pogorelich, Milva, Cesare Picco, Roland Krüger, la Camerata di Berlino, l'Orchestra Sinfonica della Radio di Budapest, Tamás Vásáry e Nikolai Lugansky. 
Conferenze di “Aspettando il concerto”: Gaetano Santangelo, Duilio Curir, Alda Merini, Ron, Furio Colombo, Erri De Luca, Julio Velasco, Giancarlo Facchinetti.

### Gli ospiti della II° edizione (2007)
Concerti serali: Ivo Pogorelich, Nikolai Demidenko, Enrico Dindo, I Solisti di Pavia, Cesare Picco, Giovanni Sollima, Markus Stockhausen, The King’s Singers, Gianluca Cascioli, Nelson Freire, Lilya Zilberstein, Licia Maglietta, Uri Caine.
Conferenze di “Aspettando il concerto”: Roberto Mussapi, Carlo Fontana, Riccardo Chiaberge, don Antonio Zani, Enrico Girardi, Alessandro Zaccuri, Carlo Vitali, Mario Botta, Paolo Corsini, Paolo Crepet e Giorgio Israel.

### Gli ospiti della III° edizione (2008)
Concerti serali: Katia e Marielle Labèque, Wiener Kammerphilharmonie, The King’s Singers, Uri Caine, La Stagione Armonica, Mario Brunello, Morgan, Alexander Kobrin, Nicola Piovani, Yuri Bashmet, Banda Osiris.
Conferenze di “Aspettando il concerto”: Maurizio Ferrera, Paul Andreu, Carlo Boccadoro, Franco Cardini, Remo Bodei, Morgan, Sergio Valzania, Nicola Piovani, Marella Caracciolo Chia, Banda Osiris.

### Gli ospiti della IV° edizione (2009)
Concerti serali: North Hungarian Orchestra, Coro Bela Bartok, Lylia Zilberstein, Krjstian Johannsson, The Italian Wonderbrass, Giulio Tampalini, Polish Symphony Orchestra, Anna Tifu, Ensemble Tanguisimo, Cesare Picco, Roby Lakatos, Banda Osiris.

### Gli ospiti della V° edizione (2010)
Concerti serali: Nikolai Lugansky, l'Orchestra del Teatro Regio di Parma, Pierre Hommage, Pietro De Maria, Elio (delle Storie Tese), Giovanni Bellucci, Stefano Bollani, Masha Diatchenko, la Polish Symphony Orchestra, Enrico Dindo e i Solisti di Pavia.

### Gli ospiti della VI° edizione (2011)
Concerti serali: José Luis Barreto, Stephane Spira, Boris Petrushansky, Krjstian Johannsson, Cyrille Lehn, Jacopo Giacopuzzi, Sergio Baietta, Luciano Bertoli, Ensemble Corale Sifnos, Quartetto Anthos, Cesare Picco, Uri Caine, The Italian Wonderbrass.

### Gli ospiti della VII° edizione (2012)
Concerti serali: Cesare Picco, Taketo Gohara, Orchestra Sinfonica La Nota in Più, The European Saxophone Ensemble, Mattia Mistrangelo, Daniela Pezzo, Vanessa Innocenti e Marco Regazzi, Philip Ljung, Sara Costa, Christine Grecu e Roberto Fabris, Tjaša Šulc, Galya Kolarova, Seppo Vahro, Alberto Gaeta, Francesca Vidal, Diana Liiv, Matteo Cardelli, Elisa Spremulli, Giacomo Cardelli.
Conferenze di “Aspettando il concerto”: Luigi Zingales, Giuliano Avanzini, Walter Veltroni, Domenico Scarpa, Gualtiero Marchesi, Pamela Villoresi, Pierre Alain Croset, Carlo Olmo.

### Gli ospiti della VIII° edizione (2013)
Concerti serali: Pamela Villoresi, Cyrille Lehn, Bad a Boom Brass Band, Cesare Picco, Sara Bondioli, Giovanni Bellucci, Giulio Tampalini, Paolo Borghi, Stefano Castagna, Alessandro Costantini, Luca Formentini, Cyrille Lehn, Pierfrancesco Lovisetti, Agustina Mosca, Lorenzo Nessi, Nadyia Stasyuk, Flaminio Valseriati, Oksana Vasyuta, Beatrice Dal Zotto, Elisa D'Auria, Francesca Vidal, Christine Grecu e Roberto Fabris, Marco Regazzi, Claudia Schirripa, Vanessa Innocenti e Marco Regazzi, Seppo Varho, Julia Sigova, Trio Florestano, Bruno Sebastianutto, Sara De Ascaniis, Stefano Marzanni e Elena Lorenzi.
Conferenze di “Aspettando il concerto”: Mario Mauro, Paolo Corsini, Giacomo Rizzolatti, Laura Boella, Mario Botta, Gad Lerner, Giacomo Canobbio, Piero Dorfles, Bruno Bozzetto, Gigi Simeoni, Massimo Morelli, Remo Bodei, Paolo Castorina.

### Gli ospiti della IX° edizione (2014)
Concerti serali: Orchestra di Padova e del Veneto, Enrico Pieranunzi, Aristo Sham, Banda Osiris, Ivo Pogorelich, I Solisti di Pavia, Enrico Dindo, Shlomo Mintz, Sander Sitting, Luis Bacalov, Anna Maria Castelli, Avion Travel, Orchestra di Fiati "Gasparo Bertolotti" di Salò, Marton Kiss.
Conferenze di “Aspettando il concerto”: Giorgio Bert, Anna Della Moretta, Fabio Barca, Massimiliano Fuksas, Emilio Del Bono, Massimo Tedeschi, Vito Mancuso, Duccio Demetrio, Paolo Corsini, Roberto Vecchioni, Laura Boella, Ilario Bertoletti, Alessandro Cecchi Paone, Antonella Olivari, Giacomo Scanzi, Mario Luzzatto Fegiz.

### Gli ospiti della X° edizione (2015)
Concerti serali: I Cameristi del Maggio Musicale Fiorentino, Maria Tretjakova, Lilya Zilberstein, Brad Mehldau, Angela Hewitt, Giovanni Sollima, Richard Galliano, Sylvain Luc, Banda Osiris, Cyrille Lehn, Roberto Vecchioni, Orchestra di Fiati Valle Camonica.
Conferenze di “Aspettando il concerto”: Vito Mancuso, Giulio Giorelli, Roberto Escobar, Philippe Daverio, Emanuele Severino, Raffaele Morelli, Umberto Galimberti, Michela Marzano, Walter Veltroni, Paolo Corsini, Emilio Del Bono.

### Gli ospiti della XI° edizione (2016)
Concerti serali: Enrico Dindo, I Solisti di Pavia, Gidon Kremer, Clara Jumi Kang, Gino Paoli, Danilo Rea, Noa, Fazil Say, Paolo Fresu, Omar Sosa, Mario Brunello, The King's Singers, Cesare Picco, Igudesman & Jo.
Conferenze di “Aspettando il concerto”: Vittorino Andreoli, Maurizio Martina, Gian Luca Galletti, Ettore Prandini, Paolo Bedoni, Luigi Scordamaglia, Gaetano Penocchio, Vito Mancuso, Remo Bodei, Paolo Crepet, Mario Brunello, Gustavo Zagrebelsky, Umberto Galimberti, Giovanni Caprara, Gad Lerner, Massimo Muchetti, Paolo Corsini.

### Gli ospiti della XII° edizione (2017)
Concerti serali: The Michael Nyman Band, Sergio Cammariere, Moni Ovadia & Ensemble Rom e Gagé, Alessandro Haber e Lorna Windsor (soprano), Modern Bachianas Quartet, Paolo Fresu, Uri Caine, Cameron Carpenter, Trilok Gurtu, Arkè String Quartet, Enrico Rava, Ramin Bahrami, Danilo Rea, Dulce Pontes, Banda Osiris. 
Conferenze di “Aspettando il concerto”: Paolo Crepet, Moni Ovadia, Massimo Picozzi, Edoardo Boncinelli, Elena Bignami, Cristina Bellon, Piergiorgio Odifreddi, Massimo Recalcati, Umberto Galimberti, Vito Mancuso. 

### Gli ospiti della XIII° edizione (2018)
Concerti serali: Musica Nuda (Petra Magoni e Ferruccio Spinetti), Elio, Richard Galliano (New Jazz Musette Trio), The King's Singers, Paolo Fresu Devil Quartet, Enrico Rava e Danilo Rea, Gene Gnocchi.
Conferenze di “Aspettando il concerto”: Umberto Galimberti, Vito Mancuso, Ernesto Galli Della Loggia, Piergiorgio Odifreddi, Corrado Augias, Massimo Recalcati, Angelo Panebianco, Gad Lerner, Michela Marzano.
Eventi speciali: Orchestra di Piazza Vittorio, Peppe Servillo, Javier Girotto, Fabrizio Bosso, Furio Di Castri, Rita Marcotulli, Mattia Barbieri, Enrico Re.